# Collegium Verum
Collegium Verum (dawniej: Szkoła Wyższa Przymierza Rodzin w Warszawie) – istniejąca od 2001 roku uczelnia niepubliczna z siedzibą w Warszawie, od 2020 działająca pod obecną nazwą.

## Wydziały
- Geografii
- Humanistyczny
- Nauk Społecznych

## Kierunki studiów
- Filologia polska
- Geografia
- Historia
- Pedagogika
- Zdrowie publiczne

## Władze uczelni
- prof. dr hab. Elżbieta Mycielska-Dowgiałło – rektor
- dr inż. Jarosław Domański – kanclerz
- dr Łukasz Bujak – dziekan Wydziału Geografii
- dr Teresa Stankiewicz – dziekan Wydziału Nauk Społecznych